# Карциганов Євген Олександрович
Карциганов Євген Олександрович (5 січня 1932, м. Керч — 24 серпня 2016, там же) — український графік.

## Біографія
У 1959 закінчив Сімферопольське художнє училище ім. М. Самокиша.

## Творчість
Автор акварельних пейзажів:
- серія «По Волзі і Каспію» (1967),
- серія «Керченські рибалки»,
- серія «Трудівники моря» (усі 1969),
- серія «Кримська мозаїка» (1968 — 1970),
- серія «Керч індустріальна» (1970 — 1971).